# Remi (šah)
Remí  je eden od možnih izidov šahovske partije, pri kateri je rezultat neodločen. Možna je še zmaga belega in zmaga črnega. Na šahovskih turnirjih prinese običajno remi vsakemu igralcu pol točke, zmaga eno točko in poraz nič točk. Obstajajo pa predlogi za drugačne načine točkovanja, ki bi zmanjšali delež remijev. 
Remi je najpogostejši izid pri partijah med najboljšimi šahovskimi velemojstri, ki imajo FIDE ELO rating nad 2500 in je dosežen med približno 55 % odigranih partij. Procent remijev skokovito pade med velemojstri z nižjim ratingom. Med šahovskimi strokovnjaki prevladuje mnenje, da je ob popolni igri obeh strani rezultat remi. Bobby Fischer celo trdi, da je 95 % prepričan, da je temu tako.
Pravilo 5.2 uradne šahovske organizacije FIDE opisuje pogoje ob katerih je partija remi:
1. Pat - igralec na potezi nima na voljo legalnih potez in njegov kralj ni v šahu.
2. Mrtva pozicija - partija je remi, ko je nastala pozicija, v kateri nobeden od igralcev ne more matirati nasprotnika z zaporedjem pravilnih potez.
3. Remi z dogovorom - igralec lahko ponudi nasprotniku remi v katerikoli fazi igre; če nasprotnik to sprejme je sklenjen remi. Ta oblika je najpogostejša pri šahovskih turnirjih. Po odigrani potezi igralec reče: Ponujam remi. Njegov nasprotnik lahko sprejme ali pa zavrne ponudbo. V turnirski praksi so - posebno proti koncu turnirja - pogosti tudi hitri taktični remiji, ki ga igralca skleneta že v zgodnji fazi igre.
4. Trikrat ponavljena pozicija - partija je lahko remi, če se na šahovnici trikrat pojavi ista pozicija.
5. Pravilo 50 potez - partija je lahko remi, če v zadnjih 50 zaporednih potezah obeh igralcev ni bilo premikanja kmetov in ni bila vzeta nobena figura.

Zadnji dve pravili nista avtomatični, med igro mora eden od igralcev remi zahtevati (reklamirati). Večina računalniških šahovskih programov pa v teh primerih samodejno reklamira remi, tudi v problemskem šahu oba primera največkrat štejeta za remi.